# Béatrice Descamps (femme politique, 1951)
Pour les articles homonymes, voir Béatrice Descamps et Descamps.
Béatrice Descamps, née le 22 juin 1951, est une femme politique française, ancienne sénatrice Les Républicains.

## Biographie
Professeur de sciences naturelles, elle est élue maire de Méteren à l'issue des élections municipales de 1989 et constamment réélue à ce poste depuis cette date.
Lors des élections législatives de juin 2002, elle est officiellement investie pour être la candidate de l'Union pour un mouvement populaire dans la 15e circonscription du Nord. Elle arrive en deuxième position au soir du premier tour avec plus de 18 % des voix, devant la candidate du Front national, et surtout devant trois autres candidats de droite (dont Françoise Hostalier, l'actuelle députée). Elle est cependant devancée par le député socialiste sortant, Jean Delobel, qui récolte plus de 31 % des suffrages.
Au second tour, elle échoue de peu face à ce dernier, qui est réélu avec seulement 227 voix d'avance.
La nomination au gouvernement de Valérie Létard en juillet 2007 entraîne son entrée au Sénat. En effet, figurant en quatrième position sur la liste RPR-UDF-DVD conduite par Jean-René Lecerf aux élections sénatoriales de 2001, liste ayant obtenu deux sièges, cette nomination additionnée à la volonté de Marc-Philippe Daubresse de ne pas siéger au Palais du Luxembourg (eu égard à sa réélection un mois avant à l'Assemblée nationale) l'amène à devenir sénatrice.
Son élection au poste de sénatrice l'amène à renoncer à la présidence de la Communauté de communes rurales des Monts de Flandres, présidence qu'elle exerçait depuis 1994, préférant privilégier ses mandats de sénatrice et de maire.
Valérie Létard ayant quitté ses fonctions ministérielles, Béatrice Descamps lui rend son siège le 14 décembre 2010.
Le 5 juin 2017, à la suite de la mort de Patrick Masclet, elle retrouve son siège au Sénat, mais l'abandonne peu après à Alain Poyart.

## Mandats
- Conseillère municipale de Méteren depuis 1983
- Maire de Méteren de 1989 à 2020
- Présidente de la Communauté de communes rurales des Monts de Flandres de 1994 à 2007
- Conseillère à la Communauté de communes rurales des Monts de Flandres depuis 2007
- Sénatrice du Nord de 2007 à 2010 et en 2017
- Conseillère départementale du Nord depuis 2015 (élue dans le Canton de Bailleul)